# Dimeria mahendragiriensis
Dimeria mahendragiriensis là một loài thực vật có hoa trong họ Hòa thảo. Loài này được Ravi, H.O.Saxena & Brahmam mô tả khoa học đầu tiên năm 1995.